# Mistrovství Evropy ve fotbale hráčů do 21 let 2025
Mistrovství Evropy ve fotbale hráčů do 21 let 2025 (slovensky Majstrovstvá Európy vo futbale hráčov do 21 rokov 2025) se bude konat na Slovensku. Turnaj pořádaný pod patronací UEFA je v pořadí 25. v historii. Zúčastnit se ho mohou hráči, kteří jsou narození nejdříve 1. ledna 2002.

## Účastníci
| Týmy        | Kvalifikován jako                         | Datum zajištění postupu | Pořadí účasti | První účast | Poslední účast | Nejlepší umístění                          |
| ----------- | ----------------------------------------- | ----------------------- | ------------- | ----------- | -------------- | ------------------------------------------ |
| Slovensko   | Hostitel                                  | 25. ledna 2023          | 2.            | 2000        | 2017           | 4. místo (2000)                            |
| Nizozemsko  | Vítězové skupiny C kvalifikace            | 9. září 2024            | 10.           | 1988        | 2023           | Vítězové (2006, 2007)                      |
| Španělsko   | Vítězové skupiny B kvalifikace            | 10. září 2024           | 17.           | 1982        | 2023           | Vítězové (1986, 1998, 2011, 2013, 2019)    |
| Portugalsko | Vítězové skupiny G kvalifikace            | 11. října 2024          | 11.           | 1994        | 2023           | Finalista (1994, 2015, 2021)               |
| Německo     | Vítězové skupiny D kvalifikace            | 11. října 2024          | 15.           | 1982        | 2023           | Vítězové (2009, 2017, 2021)                |
| Dánsko      | Vítězové skupiny I kvalifikace            | 11. října 2024          | 10.           | 1978        | 2021           | Semifinále (1992, 2015)                    |
| Ukrajina    | Jeden z nejlepších tří týmů na 2. místech | 11. října 2024          | 4.            | 2006        | 2023           | Finalista (2006)                           |
| Anglie      | Vítězové skupiny F kvalifikace            | 12. října 2024          | 18.           | 1978        | 2023           | Vítězové (1982, 1984, 2023)                |
| Rumunsko    | Vítězové skupiny E kvalifikace            | 15. října 2024          | 5.            | 1998        | 2023           | Semifinále (2019)                          |
| Polsko      | Jeden z nejlepších tří týmů na 2. místech | 15. října 2024          | 8.            | 1982        | 2019           | Čtvrtfinále (1982, 1984, 1986, 1992, 1994) |
| Slovinsko   | Vítězové skupiny H kvalifikace            | 15. října 2024          | 2.            | 2021        | 2021           | Skupinová fáze (2021)                      |
| Francie     | Jeden z nejlepších tří týmů na 2. místech | 15. října 2024          | 12.           | 1982        | 2023           | Vítězové (1988)                            |
| Itálie      | Vítězové skupiny A kvalifikace            | 15. října 2024          | 23.           | 1978        | 2023           | Vítězové (1992, 1994, 1996, 2000, 2004)    |
| Finsko      | Vítězové play-off kvalifikace             | 19. listopadu 2024      | 2.            | 2009        | 2009           | Skupinová fáze (2009)                      |
| Česko       | Vítězové play-off kvalifikace             | 19. listopadu 2024      | 10.           | 1996        | 2023           | Vítězové (2002)                            |
| Gruzie      | Vítězové play-off kvalifikace             | 19. listopadu 2024      | 2.            | 2023        | 2023           | Čtvrtfinále (2023)                         |

## Stadiony
| Bratislava Trnava Dunajská Streda Nitra Trenčín Žilina Košice Prešov |                    |                         |                     |
| Bratislava                                                           | Trnava             | Dunajská Streda         | Nitra               |
| Národný futbalový štadión                                            | City Arena Trnava  | MOL Aréna               | Štadión pod Zoborom |
| Kapacita: 22 500                                                     | Kapacita: 19 200   | Kapacita: 12 700        | Kapacita: 7 246     |
|                                                                      |                    |                         |                     |
| Trenčín                                                              | Žilina             | Košice                  | Prešov              |
| Štadión na Sihoti                                                    | Štadión pod Dubňom | Košická futbalová aréna | Futbal Tatran Aréna |
| Kapacita: 10 000                                                     | Kapacita: 11 258   | Kapacita: 12 658        | Kapacita: 6 500     |
|                                                                      |                    |                         |                     |